# キャーリー・ペレス
キャーリー・ペレス（Karlee Leilani Perez、1986年4月19日 - ）は、アメリカ合衆国のプロレスラー。フロリダ州タンパ出身。

## 来歴

### WWE
2009年にWWEと契約。FCWにてキャンディ・ガール（Candy Girl）というリングネームでデビュー。その後、リヴィアナ（Liviana）というリングネームでスウィート・パピ・サンチェスのマネージャーで登場。試合ではナオミなどと抗争。ナオミとの抗争後、リングネームを現在使っているマキシン（Maxine）に変更し、FCWのゼネラルマネージャーとして登場。アクサナ、ラッキー・キャノン、ダミエン・サンドウ達とユニットを組んで活動。2010年8月31日から始まったNXTシーズン3にてアリシア・フォックスをプロとして迎えるも敗退。
2011年に入って、NXTシーズン5にてデリック・ベイトマンの恋人としてNXTに再登場。プロポーズに応えて婚約までいったものの、ジョニー・カーティスが卑劣な工作を企て、マキシンと結婚しようと画策。結婚式まで行われそうになったところでベイトマンが裏工作を暴き復縁した。
直後2012年に入り、カーティスのさらなる工作と自らのヒステリックな部分が原因で、ベイトマンによって別れを告げられてしまう。同時期に、NXT調整役（試合を組む仕事）に着いたウィリアム・リーガルを誘惑するが、はねのけられた。そこで、カーティスと共謀しNXT離脱を図ったが、カーティスが暴走。マット・ストライカーを眠らせて閉じ込めてしまい、さらにいつの間にか別の人間によってストライカーが誘拐されるという、彼女の考えとは全く違った状態になってしまう。それによってリーガルは、彼女とカーティスを、試合以外は手錠でつないだ状態でいることを強要（ギミック上、プライベートでもその状態であった。ただ、別番組出演時は何事もなかったかのように試合に出ている）。その後、NXTの警備員となったタイラー・レックスとカート・ホーキンスによって鍵を渡され、カーティスとは離れることに成功した。その後はNXTシーズン5のストーリーが打ち切られたことからストーリー抜きで活動するようになり、その後RAWに所属するも目立った活躍は出来ず7月頃に解雇された。
なお、リーガルはNXTシーズン5のMVPは誰かを尋ねられ、「最も目立った人物」として彼女を挙げている。

### インディー団体
WWE解雇後、しばらくプロレス活動を休止していたが2014年5月10日、TNAのワン・ナイト・オンリーであるKnockouts Knockdown 2014に本名名義で出場。タリン・テレルと対戦するが敗戦した。
9月13日、メキシコのメジャー団体であるAAAの番組、Lucha Undergroundにてカトリーナ（Catrina）のリングネームでミル・ムエルテスのマネージャーに就いた。

## 得意技
- マキシマム・デストラクション

フィニッシャー。ダブルアーム式にクラッチして、相手の足が腰にクラッチした状態で持ち上げ、そこから尻餅をついて相手をお尻から落とす技。
- ドラゴン・スリーパーホールド

NXTシーズン5終盤でのフィニッシャー。